# T'innamorerai (singolo)
T'innamorerai è un singolo di Marco Masini, secondo estratto dall'album omonimo, scritto con Giancarlo Bigazzi e Giuseppe Dati.
Ballata pop per eccellenza degli anni '90, è la massima espressione del Masini melodico.
Il videoclip del brano è firmato dalla regia di Stefano Salvati, che lo ha girato nella sua casa di Ferrara e a un concerto di Masini a Cesena, con protagonista, assieme allo stesso cantante, la francese Eleonore Leone, e con la partecipazione di Lorenzo Zanirato, due giovani modelli di un'agenzia di Bologna che facevano coppia anche nella vita.
Nel 2020 il brano è stato pubblicato nuovamente come singolo, estratto dall'album Masini +1 30th Anniversary, in una nuova versione in duetto con Francesco Renga.

## Tracce
1. T'innamorerai (Radio Edit) – 3:55
2. T'innamorerai – 5:05
3. Voglio volare – 5:17